# Comuna de Książ Wielki
Książ Wielki (polaco: Gmina Książ Wielki) é uma gminy (comuna) na Polónia, na voivodia de Pequena Polónia e no condado de Miechowski. A sede do condado é a cidade de Książ Wielki.
De acordo com os censos de 2004, a comuna tem 5604 habitantes, com uma densidade 40,7 hab/km².

## Área
Estende-se por uma área de 137,8 km², incluindo:
- área agricola: 67%
- área florestal: 27%

## Demografia
Dados de 30 de Junho 2004:
|                      | Total   | Total | Mulheres | Mulheres | Homens  | Homens |
| -------------------- | ------- | ----- | -------- | -------- | ------- | ------ |
|                      | pessoas | %     | pessoas  | %        | pessoas | %      |
| População            | 5604    | 100   | 2890     | 51,6     | 2714    | 48,4   |
| Densidade (pop./km²) | 40,7    | 100   | 21       | 21       | 19,7    | 19,7   |

De acordo com dados de 2002, o rendimento médio per capita ascendia a 1341,72 zł.

## Subdivisões
- Antolka, Boczkowice, Cisie, Cisia Wola, Częstoszowice, Giebułtów, Głogowiany-Wrzosy, Głogowiany-Stara Wieś, Konaszówka, Książ Mały, Książ Mały-Kolonia, Książ Wielki, Krzeszówka, Łazy, Mianocice, Małoszów, Moczydło, Rzędowice, Trzonów, Tochołów, Wielka Wieś, Zaryszyn.

## Comunas vizinhas
- Charsznica, Działoszyce, Kozłów, Miechów, Słaboszów, Wodzisław